# Rundfunk Berlin-Brandenburg
A Rundfunk Berlin-Brandenburg (magyarul: Berlin-Brandenburgi Rádió és Televízió, rövidítése: rbb) egy Berlin és Brandenburgi regionális közszolgálati médium, amely az ARD-szövetség tagja. A társaság központja Berlinben és Potsdamban található.

## Története

### Egyesülésig vezető út
A mai rbb helyén két műsorszóró létezett: Sender Freies Berlin (SFB), amely eleinte 1953-1991 között Nyugat-Berlinben sugárzott, 1992-től az SFB vételi területét kiterjesztették a volt Kelet-Berlin területére is.
Brandenburg területén, mivel az NDK-hoz tartozott a DFF kelet-német televízió vételi területéhez tartozott. A két német állam újraegyesítése után 1991-ben az egykori NDK televízió frekvenciáit megkapta az ARD és létrehozta Brandenburg területén az Ostdeutscher Rundfunk Brandenburgot. A székház a DEFA (Deutsche Film AG.) által fenntartott Postdam Babelsberg negyedében található filmstúdióba került.
1995-ben elindult a két társaság közös rádiós műsora az Info-Radio-Berlin-Brandenburg, amit a Berlini Műszaki Egyetem együttműködésével is készítettek.

### Egyesülés után
Az rbb 2003. május 1-én jött létre a Sender Freies Berlin (SFB) és az Ostdeutscher Rundfunk Brandenburg (ORB) egyesülésével. Az rbb számos televíziós krimisorozatot gyárt, A Tetthely (németül: Tatort) Berlin és Brandenburg területein forgatott epizódjait. Emellett a Kontraste című politikai, háttérmagazint.

## Műsorkínálat

### Rádió
| Rádió csatorna      | Tematikája | Logó |
| ------------------- | --- | ---- |
| rbb 88.8            | berlini helyi hírek Berlinből                                                                                    |      |
| Antenne Brandenburg | brandenburgi műsor Potsdamból, regionális hírek                                                                  |      |
| Fritz               | Fiataloknak szóló rádió                                                                                          |      |
| Radio Eins          | Általános tematikájú, 25 éven felülieknek                                                                        |      |
| rbb24 Inforadio     | Hírműsorok, politikai és közéleti háttérműsorok Berlinből                                                        |      |
| rbbKultur           | Klasszikus zene és kulturális műsorok Berlinből                                                                  |      |
| Sorbischer Rundfunk | Rádió szorboknak, szorb nyelven az MDR-rel együttműködve                                                         |      |
| COSMO               | napközben németül, esti műsorsávban 14 nyelvű műsorkínálattal rendelkezik a WDR és Radio Bremennel együttműködve |      |

### Televízió
| Televíziós csatorna | Tematikája                                          | Logó |
| ------------------- | --------------------------------------------------- | ---- |
| Das Erste           | Országos, általános tematikájú csatorna             |      |
| rbb Fernsehen       | Az rbb regionális adásokat sugárzó csatornája       |      |
| Phoenix             | Politikai, háttér és közéleti műsorok               |      |
| KiKA                | ARD és ZDF közös gyermekcsatornája                  |      |
| arte                | Német-francia kulturális csatorna                   |      |
| 3sat                | ARD, ZDF, ORF és az SRG közös kulturális csatornája |      |